# Imperata
Імперата (Imperata) — рід трав'янистих рослин родини злакові (Poaceae), поширених в субтропічних і тропічних областях Земної кулі.

## Назва
Рід названий на честь італійського натураліста Ферранте Імперато (1550—1631).

## Опис
Багаторічні трав'янисті рослини. Кореневища довгі, повзучі. Стебла прямостоячі, 20–150 см заввишки. Листові піхви зазвичай голі і гладкі; язички перетинчасті, по краю коротковійчасті; пластинки лінійні, плоскі, дуже жорсткі. Загальні суцвіття густі, біло-сріблясті, циліндричні колосоподібні волоті. Зернівки еліпсоїдальні, вільні, коричневі.

## Види
- Imperata brasiliensis Trin.
- Imperata brevifolia Vasey
- Imperata cheesemanii Hack.
- Imperata condensata Steud.
- Imperata conferta (J.Presl) Ohwi
- Imperata contracta (Humb., Bonpl. & Kunth) Hitchc.
- Imperata cylindrica (L.) Raeusch.
- Imperata flavida S.M.Phillips & S.L.Chen
- Imperata minutiflora Hack.
- Imperata parodii Acev.-Rodr.
- Imperata tenuis Hack.